# Bathyphantes weyeri
Bathyphantes weyeri là một loài nhện trong họ Linyphiidae.
Loài này thuộc chi Bathyphantes. Bathyphantes weyeri được James Henry Emerton miêu tả năm 1875.